# San Miguel de Aguayo
San Miguel de Aguayo ist eine Gemeinde in der spanischen Autonomen Region Kantabrien. Sie befindet sich in der Comarca Campoo-Los Valles und grenzt im Norden an Molledo und Bárcena de Pie de Concha, im Süden an Campoo de Yuso, im Westen an Pesquera und Santiurde de Reinosa und im Osten an Luena. Die ländliche Gemeinde leidet aufgrund ihrer Entfernung zur Kantabrischen See unter Bevölkerungsschwund.

## Orte
- San Miguel de Aguayo (Hauptort)
- Santa María de Aguayo
- Santa Olalla de Aguayo

## Bevölkerungsentwicklung
| 1842 | 1900 | 1950 | 1981 | 1991 | 2001 | 2011 |
| ---- | ---- | ---- | ---- | ---- | ---- | ---- |
| 128  | 448  | 378  | 195  | 170  | 153  | 175  |